# 唐津市立大良小学校
唐津市立大良小学校（からつしりつ だいらしょうがっこう）はかつて佐賀県唐津市大良にあった公立の小学校。
2025年（令和7年）3月末をもって閉校し、唐津市立小学校3校（竹木場・大良・切木）の統合により、竹木場小学校の校地に「唐津市立高峰小学校」が新設された。

## 概要
歴史
1875年（明治8年）に創立。数回の改編・改称を経て、現校名になったのは1958年（昭和33年）。2022年（令和4年）に創立145周年を迎えた。2025年（令和7年）3月末をもって閉校し、150年の歴史に幕を下ろした。
校歌
1940年（昭和15年）に制定。作詞は岸本ツルエ、作曲は高田重夫による。歌詞は3番まであり、校名の「大良」は1番に登場する。
通学区域
住所表記で唐津市の後に「大良、後川内、梨川内、東山」が続く地域。
中学校区は唐津市立高峰中学校。

## 沿革
- 1875年（明治8年）10月10日[1] - 東松浦郡大良村の堀田元左衛門宅を借用し、「大良小学校」が創立。児童は男児のみ28名。
- 1882年（明治15年）10月 - 大良村19番地に校舎を新築。統合により「有浦小学校 山都美分校」に改称。
- 1896年（明治19年）- 小学校令の施行により、「尋常有浦小学校 山都美分校」に改称。
- 1889年（明治22年）- 町村制の施行により、大良村一帯は東松浦切木（きりご）村に属することとなる。
- 1892年（明治25年）4月 - 独立し、「大良尋常小学校」（4年制）に改称。
- 1899年（明治32年）4月 - 大良字淵の元301-2に校舎を新築し、移転を完了。
- 1902年（明治35年）1月 - 校舎1棟を増設。
- 1907年（明治40年）- 小学校令改正により、義務教育年限（尋常小学校の修業年限）が4年から6年に延長されたため、尋常科5年・6年を新設。
- 1910年（明治43年）4月 - 校舎が手狭になったため、1棟を増設。
- 1921年（大正10年）4月 - 高等科（2年制）を併置の上、「大良尋常高等小学校」（尋常科6年・高等科2年）に改称。児童数158名。
- 1928年（昭和3年）3月 - 校旗を制定。
- 1929年（昭和4年）4月 - 校舎1棟を新築。
- 1933年（昭和8年）7月 - 大良校教育後援会を組織。
- 1935年（昭和10年）1月 - 校舎1棟を増築。
- 1940年（昭和15年）6月 - 校歌を制定。
- 1941年（昭和16年）4月1日 - 国民学校令の施行により「切木村大良国民学校」に改称。尋常科を初等科に改める（初等科6年・高等科2年）
- 1947年（昭和22年）4月1日 - 学制改革（六・三制の実施）により、国民学校初等科は「切木村立大良小学校」に改編・改称。 
  - 国民学校高等科生徒は新制中学校「切木村立切木中学校」に統合され、大良小学校に「切木村立切木中学校 大良分校」が併設される。
- 1949年（昭和24年）1月 - 併設の切木中学校大良分校が廃止され、中学生はすべて切木中学校本校に編入。
- 1958年（昭和33年）
  - 1月 - 切木村大良地区[4]は唐津市に編入され、「唐津市立大良小学校」に改称。
  - 4月 - 唐津市立大良中学校を併設。
- 1961年（昭和36年）9月 - 帽章、バッジを制定。
- 1962年（昭和37年）4月 - 体育館が完成。
- 1965年（昭和40年）10月 - 学校給食を開始。
- 1968年（昭和43年）3月 - 新校旗を制定。
- 1975年（昭和50年）10月 - 大良小学校創立100周年記念式典を挙行。
- 1976年（昭和51年）7月 - 現在地に鉄筋コンクリート造新校舎（小中共用）が完成。夏季休業中に移転作業を完了。
- 1979年（昭和54年）11月 - 子ども自転車競技県大会で団体・個人ともに優勝。全国大会に出場。
- 1981年（昭和56年）3月 - 国際児童年を記念して、校門にブロンズ像が設置される。
- 2002年（平成14年）10月 - 複式学級を開始。
- 2013年（平成25年）4月1日 - 唐津市立大良中学校の閉校により、小学校単独となる。
- 2025年（令和7年）3月31日 - 閉校[2]。

## アクセス
最寄りのバス停
- 昭和バス 「大良小学校前」バス停

最寄りの幹線道路
- 佐賀県道265号切木唐津線

## 周辺
- 大良公民館
- 大山神社
- 大良簡易郵便局

## 参考資料
- 「唐津市史」（1962年（昭和37年）8月, 唐津市史編纂員会）p. 1185, p. 1186, p. 1193

## 関連事項
- 佐賀県小学校の廃校一覧